# Neil Young (football)
Vous lisez un « bon article » labellisé en 2015.
Pour les articles homonymes, voir Neil Young (homonymie) et Young.
Neil Young, né le 17 février 1944 à Fallowfield, Manchester et mort le 3 février 2011 dans la même ville, est un footballeur anglais ayant disputé plus de 400 matchs en Football League. Il évolue au poste d'attaquant durant sa carrière entre 1961 et 1975 en passant la majeure partie de celle-ci à Manchester City où il joue durant onze saisons.
Au total, Young marque 109 buts en 416 matchs pour Manchester City, dont l'unique but de la finale de la Coupe d'Angleterre 1969, ou encore un des buts lors de la finale de la Coupe des coupes 1969-1970, remportée par son club. Il est transféré à Preston North End en 1972, où il marque 18 buts en 68 matchs avant de finir sa carrière professionnelle à Rochdale où il joue une dernière saison en quatrième division.

## Biographie

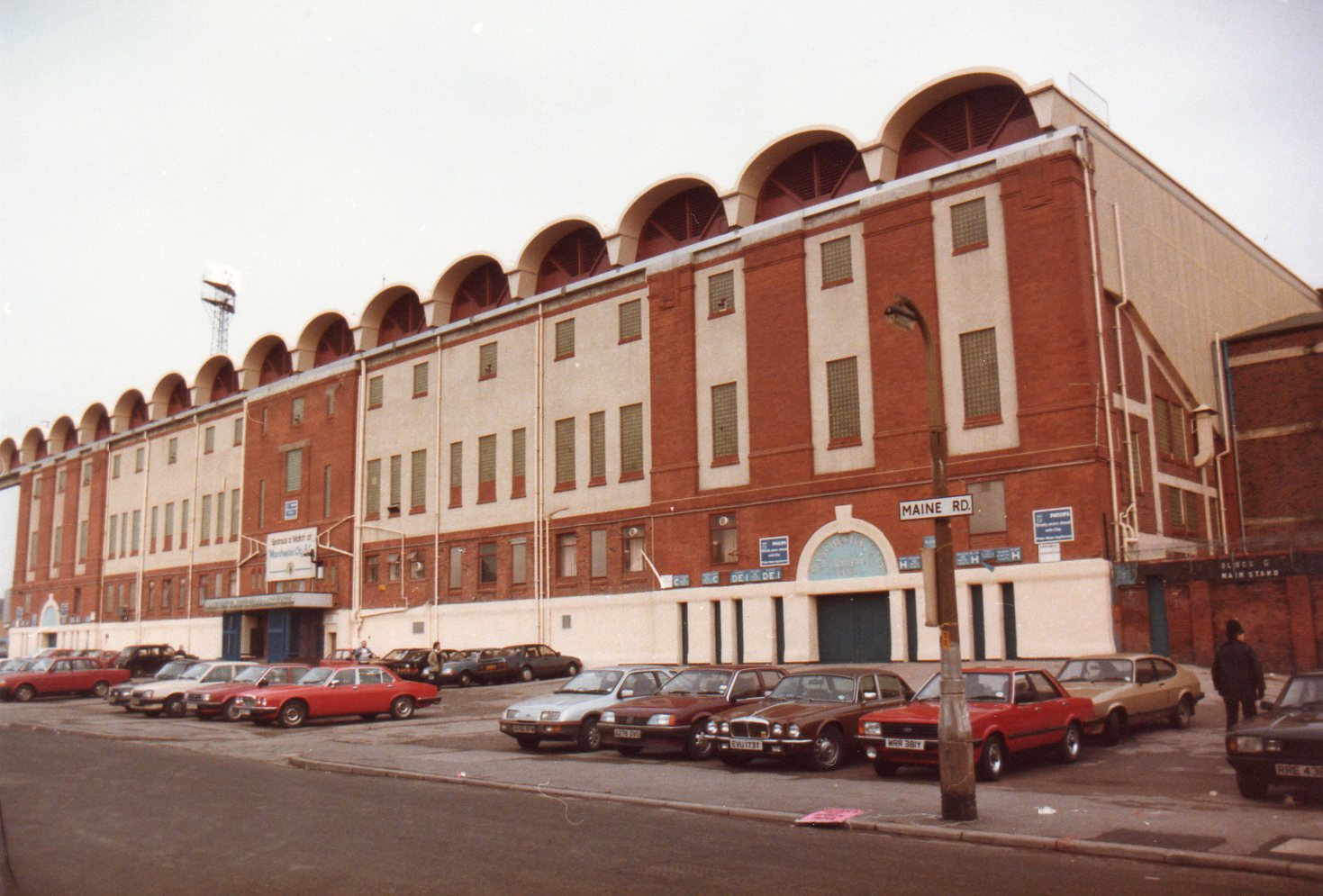
Young joue onze ans au Maine Road.

### Débuts de footballeur avec Manchester City (1944-1962)
Neil James Young nait à Fallowfield, dans la banlieue sud de Manchester, où il vit avec ses parents et son grand-frère Chris. Sa maison se situe à un demi-mille de Maine Road, l'enceinte de Manchester City, visible depuis la fenêtre de sa chambre. À quinze ans, il commence à jouer pour les équipes jeunes de City où il côtoie des joueurs ayant deux ans de plus que lui. Durant cette période, il travaille comme apprenti électricien. Après avoir retenu l'attention d'un recruteur de Manchester City, Harry Godwin, Young signe un contrat de stagiaire en 1959. C'est autour de cette date que Young est appelé par une sélection d'Angleterre de jeunes. Il devient officiellement professionnel en juillet 1960, et fait ses débuts avec Manchester City le 25 novembre 1961, contre Aston Villa à Villa Park, une défaite deux buts à un. Après avoir intégré l'équipe pour la première fois, Young joue tous les matchs restants de la saison 1961-1962. Il marque son premier but le 23 décembre 1961, une victoire trois buts à zéro à domicile contre Ipswich Town. Il finit sa première saison avec onze buts en vingt-six matchs.

### Relégation puis retour enFirst Division(1962-1967)
La première saison complète de Young n'est pas brillante. L'équipe mancunienne lutte pour le maintien. En avril, une succession de quatre victoires, dont une obtenue par un but de Young contre Bolton Wanderers, redonne de l'espoir en vue du maintien. Finalement, les Citizens sont relégués en Division 2 lors de la dernière journée du championnat. Lors des deux saisons suivantes, Young continue d'être un titulaire régulier, bien qu'il ne joue pas lors des deux premiers mois de la saison 1964-1965. Lors de cette saison, Manchester City termine à la onzième place et reste à distance d'une promotion en First Division. De toute son histoire, le club n'a jamais atteint un niveau aussi faible. L'entraîneur George Poyser quitte le club en avril 1965, il est remplacé par Joe Mercer, assisté par Malcolm Allison.
Young rate le début de la saison 1965-1966 à cause d'une maladie qui l'a conduit à subir une ablation des amygdales. Il marque son retour dans l'équipe avec un doublé face à Coventry City. Jusqu'à présent, Young jouait comme ailier gauche. Toutefois, Mercer et Allison l'encouragent à tirer plus souvent, faisant varier sa position. Face à Leyton Orient, Young joue comme attaquant de soutien et marque un triplé. En jouant au même poste dans un match de FA Cup, il marque le but de la victoire contre Leicester City, équipe pensionnaire de First Division. En janvier, Manchester City se retrouve premier de Second Division, en ne perdant qu'un seul match durant la totalité de la saison. Devançant Southampton, arrivé à la deuxième place, les Mancuniens sont promus en première division. Young finit meilleur buteur du club, avec dix-sept réalisations.
Manchester City revient donc en First Division pour la saison 1966-1967, et Young reste un joueur-clé dans cette équipe. Avant le match de City face à Leeds United, l'entraîneur de l'équipe adverse Don Revie, connu pour ses analyses méticuleuses, considère Young comme une menace pour son équipe dans une interview pour l'émission de télévision Grandstand. Jouant principalement sur l'aile, Young marque moins souvent que la saison précédente, avec sept buts en 45 matchs, et les Citizens finissent la saison 1966-1967 à la quinzième place.

### Premiers titres nationaux (1967-1969)
La saison 1967-1968 commence difficilement pour les Mancuniens, ne parvenant pas à gagner lors de leurs trois premiers matchs. L'entraîneur Joe Mercer impose un changement tactique qui voit Young et Mike Summerbee jouer dans l'axe. Cette modification porte ses fruits et Young marque un doublé lors de la première victoire de la saison, sur le score de quatre buts à deux face à Southampton. Quatre victoires suivent immédiatement, dont un deux buts à zéro face à Newcastle United durant lequel Young marque un but et rate un penalty. Young reste attaquant de soutien tout au long de la saison. Après l'arrivée du buteur Francis Lee et une longue série de matchs sans défaite, Manchester City devient à la mi-saison un sérieux prétendant au titre. Mi-mars, une victoire cinq buts à un face à Fulham mène Manchester City à la première place du classement. Le leader change à plusieurs reprises les six semaines suivantes, mais lors de la dernière journée, Manchester City se déplace à Newcastle United en sachant qu'une victoire lui garantirait le titre de champion d'Angleterre. Young marque à deux reprises, un troisième but lui est refusé, mais la victoire revient toutefois pour les Citizens, sur le score est de quatre buts à trois. Sacré champion d'Angleterre, Young remporte le premier trophée majeur de sa carrière. Il finit par ailleurs meilleur buteur du club avec 21 réalisations.
Manchester City ne participe pas à la lutte pour le titre en championnat lors de la saison suivante, mais l'équipe rencontre davantage de succès en FA Cup. Young joue durant tous les matchs de la Coupe et atteint la finale. L'adversaire est Leicester City. Comme Leicester joue le maintien en championnat, Manchester City est le favori. Cependant, le match s'avère serré. Il se débloque vers la moitié de la première période : Mike Summerbee centre depuis la droite, Young frappe du pied gauche et ouvre le score face au gardien Peter Shilton. Le match finit sur ce score d'un but à zéro.

### Succès en coupe européenne et fin de carrière (1969-1975)
Le succès en coupes continue lors de l'édition 1969-1970. Le club atteint la finale de la Coupe de la Ligue et la remporte, sans Young, qui a pourtant joué lors des tours précédents. Une seconde finale suit un mois plus tard, cette fois-ci lors de la Coupe d'Europe des vainqueurs de coupe. Après une victoire face aux Allemands du Schalke 04 en demi-finale (cinq buts à deux scores cumulés), notamment grâce à un doublé de Young lors du match retour, Manchester City affronte en finale les Polonais du Górnik Zabrze au stade du Prater à Vienne. Young marque le premier but de la partie, profitant d'une frappe repoussée par le gardien Hubert Kostka. Peu avant la mi-temps, Young obtient un penalty, transformé par son coéquipier Francis Lee. City remporte le match deux buts à un et devient ainsi la première équipe anglaise à remporter lors de la même saison un titre européen et un titre national.
Fin 1970, le frère de Young, Chris, meurt à l'âge de 31 ans, un événement qui affecte Young profondément. En conséquence, son niveau avec les Citizens baisse, malgré une bonne campagne européenne en Coupe des coupes, où l'équipe s'arrête en demi-finale, butant face au Chelsea FC. Il joue environ la moitié des matchs de la saison 1970-1971, et marque seulement deux buts. La saison suivante, il joue très rarement, et dispute son dernier match avec Manchester City le 16 octobre 1971, comme remplaçant contre Leeds United.
Pour la saison 1971-1972, il est transféré dans le club de deuxième division anglaise de Preston North End, pour 48 000 livres sterling. Il fait ses débuts avec son nouveau club lors d'un match nul sans but face à Birmingham City. Il dispute 68 matchs de championnat pour dix-huit buts inscrits avec Preston North End, mais quitte le club lors de sa relégation en fin de saison 1973-1974. Il finit sa carrière à Rochdale, club de quatrième division anglaise, avec qui il dispute la saison 1974-1975.

### En dehors des terrains (1975-2011)
Young se marie avec sa première femme, Margaret, à 19 ans. Le couple donne naissance à un fils et deux filles, puis divorce en 1978. Il a aussi une fille avec sa deuxième femme, Susan. Young se marie avec sa troisième femme Carmen en 2003, avec qui il vivait depuis 1989.
Après sa retraite sportive, Young s'adonne à de nombreux métiers, il devient notamment déménageur, gérant d'une boutique de sport, livreur de lait, employé de supermarché, ou encore courtier en assurances. Pendant son temps libre, il garde la forme en jouant au badminton. Après avoir remporté quelques tournois locaux, il joue pour Cheshire,. Pendant presque toute cette période, Young a des difficultés financières, au point de vendre la maison familiale et de partir vivre chez sa mère. Profondément dépressif à ce stade de sa vie, il commet une tentative de suicide en faisant une overdose d'antalgiques,. À partir du milieu des années 1990, Young entraîne des équipes de football dans des écoles de la région de Cheshire.
Un cancer en phase terminale est diagnostiqué chez Young fin 2010. Grâce à une campagne lancée par les supporteurs, Manchester City dédie à Young un match de FA Cup face à Leicester City le 9 janvier 2011. Les spectateurs s'habillent en rouge et noir, les couleurs du maillot des Citizens lors de la finale de 1969 contre Leicester. Le bénéfice des quelque 3 000 écharpes rouges et noires vendues à cette occasion est reversé à Young et à l'hôpital de Wythenshawe à Manchester,. Il meurt le 3 février 2011, soit deux semaines avant son 67e anniversaire.

## Statistiques
| Saison                | Club                  | Championnat           | Championnat | Championnat | Coupe nationale | Coupe nationale | Coupe de la Ligue | Coupe de la Ligue | Supercoupe | Supercoupe | Compétition(s) continentale(s) | Compétition(s) continentale(s) | Compétition(s) continentale(s) | Texaco Cup | Texaco Cup | Total | Total |
| Saison                | Club                  | Division              | M.          | B.          | M.              | B.              | M.                | B.                | M.         | B.         | Comp.                          | M.                             | B.                             | M.         | B.         | M.    | B.    |
| 1961-1962             | Manchester City       | 1                     | 24          | 10          | 2               | 1               | 0                 | 0                 | -          | -          | -                              | -                              | -                              | -          | -          | 26    | 11    |
| 1962-1963             | Manchester City       | 1                     | 31          | 5           | 1               | 0               | 6                 | 1                 | -          | -          | -                              | -                              | -                              | -          | -          | 38    | 6     |
| 1963-1964             | Manchester City       | 2                     | 37          | 5           | 1               | 0               | 5                 | 1                 | -          | -          | -                              | -                              | -                              | -          | -          | 43    | 6     |
| 1964-1965             | Manchester City       | 2                     | 31          | 8           | 1               | 0               | 1                 | 1                 | -          | -          | -                              | -                              | -                              | -          | -          | 33    | 9     |
| 1965-1966             | Manchester City       | 2                     | 35          | 14          | 7               | 3               | 2                 | 0                 | -          | -          | -                              | -                              | -                              | -          | -          | 44    | 17    |
| 1966-1967             | Manchester City       | 1                     | 38          | 4           | 5               | 2               | 2                 | 1                 | -          | -          | -                              | -                              | -                              | -          | -          | 45    | 7     |
| 1967-1968             | Manchester City       | 1                     | 40          | 19          | 4               | 1               | 4                 | 1                 | -          | -          | -                              | -                              | -                              | -          | -          | 48    | 21    |
| 1968-1969             | Manchester City       | 1                     | 40          | 14          | 7               | 2               | 2                 | 0                 | 1          | 1          | C1                             | 2                              | 0                              | -          | -          | 52    | 17    |
| 1969-1970             | Manchester City       | 1                     | 29          | 6           | 2               | 1               | 5                 | 1                 | 1          | 0          | C2                             | 8                              | 5                              | -          | -          | 45    | 13    |
| 1970-1971             | Manchester City       | 1                     | 24          | 1           | 3               | 0               | 1                 | 0                 | -          | -          | C2                             | 7                              | 1                              | 2          | 0          | 37    | 2     |
| 1971-1972             | Manchester City       | 1                     | 5           | 0           | 0               | 0               | 0                 | 0                 | -          | -          | -                              | -                              | -                              | -          | -          | 5     | 0     |
| Sous-total            | Sous-total            | Sous-total            | 334         | 86          | 33              | 10              | 28                | 6                 | 2          | 1          | -                              | 17                             | 6                              | 2          | 0          | 416   | 109   |
| 1971-1972             | Preston North End     | 2                     | 14          | 3           | 0               | 0               | 0                 | 0                 | -          | -          | -                              | -                              | -                              | -          | -          | 14    | 3     |
| 1972-1973             | Preston North End     | 2                     | 29          | 7           | -               | -               | -                 | -                 | -          | -          | -                              | -                              | -                              | -          | -          | 29    | 7     |
| 1973-1974             | Preston North End     | 2                     | 27          | 6           | -               | -               | -                 | -                 | -          | -          | -                              | -                              | -                              | -          | -          | 27    | 6     |
| Sous-total            | Sous-total            | Sous-total            | 70          | 16          | 0               | 0               | 0                 | 0                 | -          | -          | -                              | -                              | -                              | -          | -          | 70    | 16    |
| 1974-1975             | Rochdale              | 4                     | 13          | 4           | 0               | 0               | 0                 | 0                 | -          | -          | -                              | -                              | -                              | -          | -          | 13    | 4     |
| Sous-total            | Sous-total            | Sous-total            | 13          | 4           | 0               | 0               | 0                 | 0                 | -          | -          | -                              | -                              | -                              | -          | -          | 13    | 4     |
| Total sur la carrière | Total sur la carrière | Total sur la carrière | 417         | 106         | 33              | 10              | 28                | 6                 | 2          | 1          | -                              | 17                             | 6                              | 2          | 0          | 499   | 129   |

## Palmarès et distinctions
Neil Young obtient la totalité de ses titres avec Manchester City. Il remporte le championnat de deuxième division en 1966, puis devient champion d'Angleterre en 1968. Son équipe remporte le Charity Shield la même année face à West Bromwich Albion. Il est ensuite vainqueur de la Coupe d'Angleterre en 1969, puis de la Coupe d'Europe des vainqueurs de coupe en 1970.
Au total, Young marque 86 buts en 334 matchs de championnat avec Manchester City. Il est considéré comme un des joueurs les plus importants de l'ère moderne du club. Il rejoint le Manchester City Hall of Fame en 2008 où il retrouve ses coéquipiers Colin Bell, Francis Lee et Mike Summerbee, entrés en 2004.